# Pterolobium borneense
Pterolobium borneense är en ärtväxtart som beskrevs av Elmer Drew Merrill. Pterolobium borneense ingår i släktet Pterolobium och familjen ärtväxter. Inga underarter finns listade i Catalogue of Life.